# Юхновские вести
«Юхновские вести» — советское и российское печатное издание, выходящее с 1918 года в городе Юхнов Калужской области. Главный редактор: Кондратьева Татьяна Львовна.
Первый номер газеты «Известия Юхновского Совета рабочих, солдатских и крестьянских депутатов» увидел свет 1 мая 1918 года. В декабре того же года газета была переименована в «Путь коммуниста». С октября 1922 года газета стала выходить под названием «Серп и молот». 13 января 1923 года издание прекратило своё существование вплоть до 1931 года под названием «Колхозница». На время немецкой оккупации региона выпуск газеты был прекращён (1941—1942). С 1950 года — «Вперёд», с 1962 — «Ленинский путь», название «Юхновские вести» газета носит с 1992 года.